# 沙爾卡爾區
47°0′50″N 59°0′36″E / 47.01389°N 59.01000°E

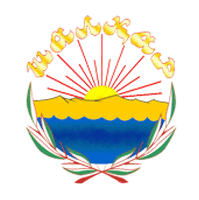

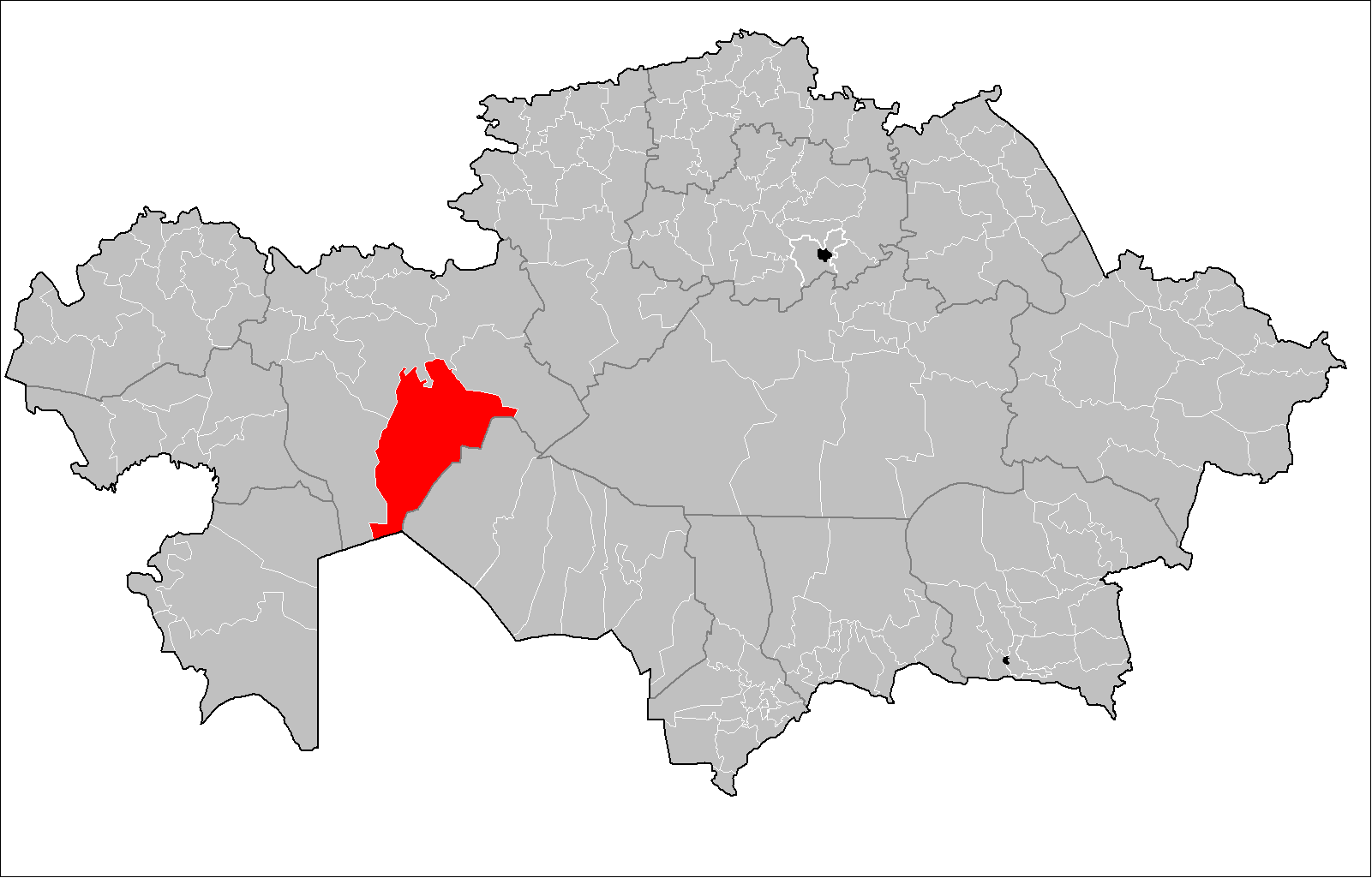

沙爾卡爾區是哈薩克斯坦的行政區，位於該國中西部，由阿克托貝州負責管轄，首府設於沙爾卡爾，始建於1932年，面積62,200平方公里，2019年人口45,996。